# Партизанский район (Красноярский край)
Партиза́нский район — административно-территориальная единица (район) и муниципальное образование (муниципальный район) в восточной части Красноярского края России.
Административный центр — село Партизанское, в 168 км к востоку от Красноярска.

## География
Площадь территории района — 4959 км².
Сопредельные территории:
- север: Уярский район
- северо-восток: Рыбинский район
- восток: Саянский район
- юг: Курагинский район
- запад: Манский район

## История
В XIX веке территория нынешнего Партизанского района входила в состав Рыбинской волости. В 1901 году была образована Перовская волость. Район образован 4 апреля 1924 года под названием Перовский район в составе Енисейской губернии. В 1925 Перовский район в составе Красноярского округа вошёл в Сибирский край. 21 февраля 1926 Перовский район был переименован в Партизанский район. В 1930 Партизанский район непосредственно вошёл в состав Восточно-Сибирского края. С 7 декабря 1934 район в составе Красноярского края. В 1963 район был упразднён и вошёл в Уярский район. 30 декабря 1966 Партизанский район был восстановлен.

## Население
| 2002   | 2009    | 2010    | 2011    | 2012    | 2013    |
| ------ | ------- | ------- | ------- | ------- | ------- |
| 12 437 | ↘10 895 | ↘10 254 | ↘10 203 | ↘10 118 | ↘10 031 |
| 2014   | 2015    | 2016    | 2017    | 2018    | 2019    |
| ↘9782  | ↘9619   | ↘9560   | ↘9428   | ↘9283   | ↘9174   |

## Территориальное устройство
В рамках административно-территориального устройства район включает 9 административно-территориальных единиц — 9 сельсоветов.
В рамках муниципального устройства, в муниципальный район входят 9 муниципальных образований со статусом сельских поселений.:
| № | Сельские поселения          | Административный центр | Количество населённых пунктов | Население | Площадь, км2 |
| - | --------------------------- | ---------------------- | ----------------------------- | --------- | ------------ |
| 1 | Богуславский сельсовет      | деревня Богуславка     | 2                             | ↗449      | 72,27        |
| 2 | Вершино-Рыбинский сельсовет | село Вершино-Рыбное    | 5                             | ↘1253     | 320,64       |
| 3 | Ивановский сельсовет        | деревня Ивановка       | 4                             | ↘382      | 272,07       |
| 4 | Имбежский сельсовет         | посёлок Запасной Имбеж | 5                             | ↘1101     | 386,06       |
| 5 | Иннокентьевский сельсовет   | село Иннокентьевка     | 2                             | ↘285      | 133,76       |
| 6 | Кожелакский сельсовет       | деревня Кожелак        | 2                             | ↗215      | 142,85       |
| 7 | Минский сельсовет           | посёлок Мина           | 7                             | ↘1591     | 3331,54      |
| 8 | Партизанский сельсовет      | село Партизанское      | 2                             | ↘3452     | 174,80       |
| 9 | Стойбинский сельсовет       | село Стойба            | 2                             | ↘700      | 121,15       |

### Населённые пункты
В Партизанском районе 31 населённый пункт.
| №  | Населённый пункт         | Тип     | Население | Муниципальное образование   |
| -- | ------------------------ | ------- | --------- | --------------------------- |
| 1  | Алдарак                  | деревня | 13        | Ивановский сельсовет        |
| 2  | Аргаза                   | деревня | 41        | Вершино-Рыбинский сельсовет |
| 3  | Асафьевка                | деревня | 33        | Кожелакский сельсовет       |
| 4  | Богуславка               | деревня | 376       | Богуславский сельсовет      |
| 5  | Булатновка               | деревня | 19        | Имбежский сельсовет         |
| 6  | Вершино-Рыбное           | село    | 761       | Вершино-Рыбинский сельсовет |
| 7  | Запасной Имбеж           | посёлок | 948       | Имбежский сельсовет         |
| 8  | Ивановка                 | деревня | 299       | Ивановский сельсовет        |
| 9  | Ивановка                 | посёлок | 2         | Минский сельсовет           |
| 10 | Ивашиха                  | деревня | 115       | Ивановский сельсовет        |
| 11 | Иннокентьевка            | село    | 359       | Иннокентьевский сельсовет   |
| 12 | Калиновка                | деревня | 139       | Богуславский сельсовет      |
| 13 | Кожелак                  | деревня | 200       | Кожелакский сельсовет       |
| 14 | Кой                      | деревня | 269       | Минский сельсовет           |
| 15 | Конок                    | посёлок | 4         | Иннокентьевский сельсовет   |
| 16 | Крестьянское             | деревня | 46        | Партизанский сельсовет      |
| 17 | Кутурчин                 | посёлок | 27        | Минский сельсовет           |
| 18 | Малый Имбеж              | деревня | 66        | Имбежский сельсовет         |
| 19 | Мана                     | посёлок | 700       | Минский сельсовет           |
| 20 | Мина                     | посёлок | 541       | Минский сельсовет           |
| 21 | Новомихайловка           | деревня | 59        | Ивановский сельсовет        |
| 22 | Новопокровка             | деревня | 149       | Вершино-Рыбинский сельсовет |
| 23 | Новосёлово               | деревня | 39        | Стойбинский сельсовет       |
| 24 | Ной                      | деревня | 48        | Имбежский сельсовет         |
| 25 | Партизанское             | село    | ↘3525     | Партизанский сельсовет      |
| 26 | Посёлок имени Кравченко  | посёлок | 69        | Вершино-Рыбинский сельсовет |
| 27 | Посёлок имени Лукашевича | посёлок | 0         | Минский сельсовет           |
| 28 | Солонечно-Талое          | деревня | 358       | Вершино-Рыбинский сельсовет |
| 29 | Стойба                   | село    | 658       | Стойбинский сельсовет       |
| 30 | Хабайдак                 | посёлок | 199       | Минский сельсовет           |
| 31 | Хайдак                   | деревня | 192       | Имбежский сельсовет         |

Упразднённые населённые пункты:
- 2005 год — поселки Карымово, Вилистая и Кой[19]
- 2021 год — деревня Конок[20].

## Транспорт
Из села Партизанское можно добраться до любого населённого пункта района. Практически в каждый населённый пункт проведена гравийная отсыпная дорога. Ходит ежедневно автобус сообщением: Красноярск — Партизанское (через город Уяр); Красноярск — Вершино-Рыбное (через г. Уяр, с. Партизанское). Расстояние от г. Красноярска до с. Партизанское — примерно 140 км, дорога полностью асфальтированная.
Из Красноярска ходит поезд № 124 сообщением Красноярск — Абакан, через станцию Саянская.

## Культура
До недавнего времени в районе издавалась газета «Красный партизан», новое название: «Вместе с вами». Газета освещает жизнь и хронику Партизанского района.

## Спорт
В настоящее время в сёлах, посёлках и деревнях района насчитывается более 5 спортивных залов